# Zubcovskij rajon
Lo Zubcovskij rajon (in russo Зубцовский район?) è un rajon dell'Oblast' di Tver', nella Russia europea; il capoluogo è Zubcov. Istituito nel 1929, ricopre una superficie di 2.167 chilometri quadrati.